# مرز افغانستان–چین

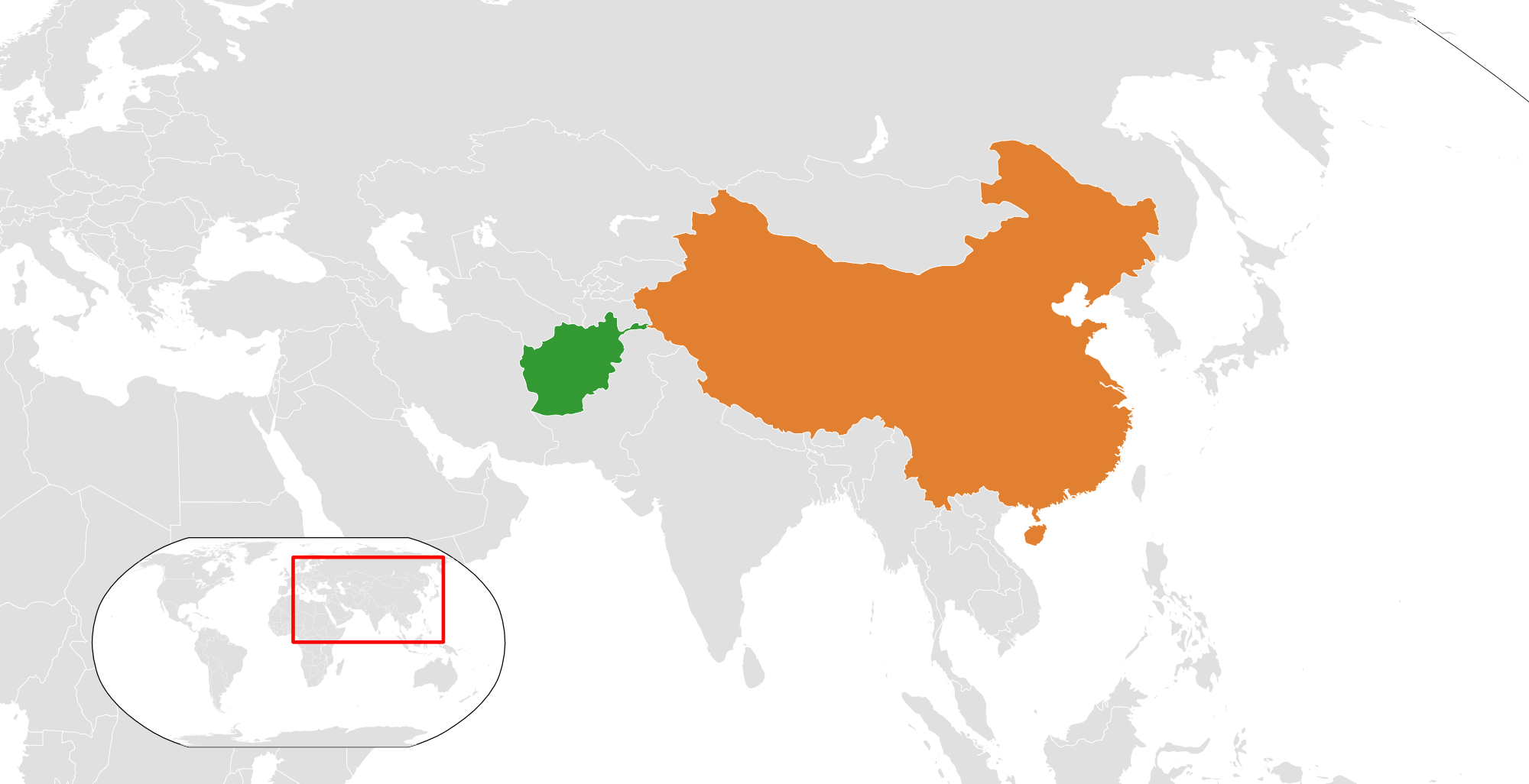
افغانستان (سبز) و چین (نارنجی)

مرز افغانستان و چین مرز بین افغانستان و چین است که ۷۶ کیلومتر طول دارد و از مرز سه‌گانه هر دو کشور با پاکستان به دنبال خط‌الراس رشته کوه مستغ شروع می‌شود و در مرز سه‌گانه با تاجیکستان ختم می‌شود. این مرز کوتاه در منتهی الیه شمال شرقی افغانستان، دورتر از بسیاری از نقاط کشور یا مناطق شهری هر دو کشور، در انتهای دالان طولانی و باریک واخان قرار دارد. طرف چینی مرز در دره چالاچیگو قرار دارد. این مرز توسط چندین گردنه کوهستانی از جمله گذرگاه واخجیر در جنوب و گردنه تگرمانسو در شمال می‌گذرد.
هر دو طرف مرز ذخایر طبیعی قرار دارد: پناهگاه طبیعی دالان واخان در ولسوالی واخان در ولایت بدخشان در سمت افغانستان و ذخیره گاه طبیعی تاشکورگان در شهرستان خودمختار تاشکورگان تاجیک واقع در ولایت کاشغر منطقه خودمختار اویغور سین‌کیانگ در سمت چین.
این مرز بیشترین اختلاف منطقه زمانی زمینی در جهان را با اختلاف ۳٫۵ ساعته میان UTC+4:30 افغانستان و UTC+08:00 چین دارد.